# جيسون ديريك براون
جيسون ديريك براون (بالإنجليزية: Jason Derek Brown)‏ (1 يوليو 1969)، هارب أمريكي ومطلوب من قبل مكتب التحقيقات الفدرالي بتهمة القتل من الدرجة الأولى والسطو المسلح في فينيكس بولاية أريزونا في 29 نوفمبر 2004. في 8 ديسمبر 2007 تم وضعه اسمه ضمن قائمة العشرة الأكثر طلبا لمكتب التحقيقات الفدرالي. ويعتبر براون مسلحا وخطير للغاية.